# بيريبيديل
بيريبيديل هو دواء مضاد للباركنسونية مشتق من بيبيرازين ويقوم بدور ناهض لمستقبل دوبامين D2 ومستقبل دوبامين D3، كما له تأثير ضاد للمستقبلات الأدرينية نوع ألفا-2.

## الاستخدامات
- علاج مرض باركنسون بصورة معالجة أحادية أو مركب مع ليفودوبا.
- علاج النقيصة المعرفية المرضية في المسنين (خلل في الانتباه والدافع والذاكرة).
- علاج الدوخة عند المسنين.
- علاج مظاهر نقص التروية الشبكية.
- علاج مساند للعرج المتقطع بسبب المرض الوعائي المحيطي الطرف السفلي.
- علاج مساند في انعدام التلذذ والاكتئاب المقاوم للعلاج في الاضطراب أحادي الاتجاه وذي الاتجاهين (بدون تصريح).
- علاج اضطرابات المشية المرتبطة بداء باركنسون.